# Michael F. Doyle

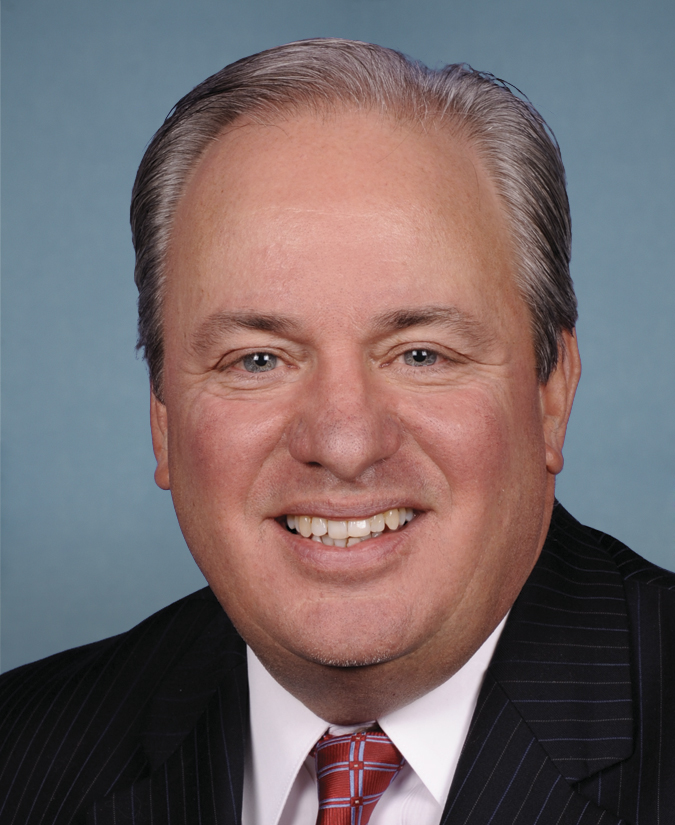
Michael F. Doyle

Michael F. „Mike“ Doyle (* 5. August 1953 in Swissvale, Allegheny County, Pennsylvania) ist ein amerikanischer Politiker. Von 1995 bis 2022 vertrat er den Bundesstaat Pennsylvania im US-Repräsentantenhaus.

## Privatleben
Michael Doyle besuchte bis 1971 die Swissvale Area High School. Danach studierte er bis 1975 am State College der Pennsylvania State University, wo er mit einem Bachelor of Science in Community development abschloss. Von 1979 bis 1994 arbeitete er für den Staatssenator Frank Pecora. Ab 1982 war er zudem für eine Versicherungsgesellschaft tätig.
Er lebt gemeinsam mit seiner Frau Susan in Forest Hills (Pennsylvania). Das Paar hat vier Kinder.

## Politik
Politisch wurde er zunächst Mitglied der Republikaner. Später wechselte er zur Demokratischen Partei.
Bei den Kongresswahlen des Jahres 1994 wurde Doyle im 18. Kongresswahlbezirk von Pennsylvania in das US-Repräsentantenhaus in Washington, D.C. gewählt, wo er am 3. Januar 1995 die Nachfolge von Rick Santorum antrat. 
In seine Zeit als Kongressabgeordneter fielen die Terroranschläge am 11. September 2001, der Irakkrieg und der Militäreinsatz in Afghanistan.  Michael Doyle war von Anfang an ein Gegner des Irakkrieges.
Nach 13 Wiederwahlen in den Jahren 1996 bis 2020 konnte er sein Amt 28 Jahre lang ausüben. Von 2003 bis 2019 vertrat er dort als Nachfolger von William Joseph Coyne den 14. Sitz seines Staates. Nach der Neueinteilung der Distrikte in Pennsylvania trat Doyle bei der Wahl 2018 für den neuen 18. Kongresswahlbezirk an. Dort wurde er ohne Gegenkandidat wiedergewählt. Bei den Wahlen 2022 trat Doyle nicht mehr an und schied damit aus dem Repräsentantenhaus aus. Er war Mitglied in mehr als acht Caucuses, darunter beispielsweise im House Democratic Caucus und  Congressional Autism Caucus (Coalition for Autism Research and Education (C.A.R.E.)).

### Ausschüsse
Er war in folgenden Ausschüssen tätig:
- Committee on Energy and Commerce
  - Communications and Technology (Vorsitz)
  - Energy